# キマユカナリア
キマユカナリア（学名：Crythagra mozambicus）は、スズメ目アトリ科に分類される鳥類の一種。

## 分布
サハラ砂漠以南のアフリカに留鳥として分布。
ハワイ諸島などにも人為移入されている。

## 形態
全長約11-13cm。
頭部は灰色で眉斑と頬、喉は黄色い。胸から腹の体下面や腰も黄色く、背中は灰緑色である。翼や尾は黒褐色で淡黄色の羽縁がある。

## 生態
疎林や農耕地に生息し、食性は種子食。
巣は樹上に浅い椀形のものをつくり、3～4個ほどの卵を産む。

## 人間との関係
日本ではセイオウチョウ (青黄鳥)の名でペットショップなどに入荷されることがある。カナリアの原種と間違われることがしばしばあるが、かつては同じカナリア属に分類されていたものの、今は分類系統の見直しが行われ、カナリアとは属レベルまで異なる全く別種の鳥である。